# 역곡역
역곡(가톨릭대)역(Yeokgok(Catholicdae)Station, 驛谷驛)은 경기도 부천시 원미구 역곡동에 있는 수도권 전철 1호선의 철도역이다. 인근에 가톨릭대학교 성심교정이 있다.
과거 역장으로 있었던 인물로 김행균이 있으며, 과거 명예역장으로 고양이 다행이가 임명된 적이 있다.

## 역 구조

### 승강장
2면 4선의 쌍섬식 승강장 구조로 출구는 2개이며 스크린도어가 설치되어 있다.

### 배선도
역곡역의 경인선 배선도는 다음과 같다. 외선 (1·4번선) 은 완행이, 내선 (2·3번선) 은 급행이 이용한다.

| ↑ 온수          |
| １２ \| ３４ \| |
| 소사 ↓          |

| 1 | ● 수도권 전철 1호선 | 구로 · 광운대 · 연천 방면             |
| 2 | ● 수도권 전철 1호선 | 개봉 · 구로 · 용산 방면 (급행•특급)   |
| 3 | ● 수도권 전철 1호선 | 부천 · 송내 · 동인천 방면 (급행•특급) |
| 4 | ● 수도권 전철 1호선 | 부천 · 동인천 · 인천 방면             |

## 역사
- 1967년 5월 1일 : 임시승강장으로 영업 개시[3]
- 1973년 12월 31일 : 역사 준공
- 1974년 8월 15일 : 수도권 전철 1호선 개통과 함께 배치간이역으로 승격
- 1983년 8월 6일 : 보통역으로 승격
- 2009년 12월 1일 : 철도승차권 단말기 철거
- 2012년 12월 4일 : 역무원 감축정책에 따른 조치로 배치간이역으로 격하
- 2022년 6월 20일 : 경인선 특급 운행 개시

## 역 주변
- 가톨릭대학교
- 유한대학교
- 성공회대학교
- 역곡상상시장
- 역곡남부시장
- 부천부안초등학교
- 부천양지초등학교
- 부천동여자중학교
- 부천동중학교
- 부천동초등학교
- CGV 역곡
- 범안동행정복지센터
- 역곡1주민지원센터
- 역곡2주민지원센터
- 역곡3주민지원센터
- 역곡우체국
- 역곡초등학교
- 역곡중학교
- 역곡고등학교
- 홈플러스 부천소사점
- 스타벅스 역곡역DT점
- 맥도날드 역곡역DT점

## 이용객 변동
| 노선  | 노선 | 일평균 인원수 (명/일) | 일평균 인원수 (명/일) | 일평균 인원수 (명/일) | 일평균 인원수 (명/일) | 일평균 인원수 (명/일) | 일평균 인원수 (명/일) | 일평균 인원수 (명/일) | 일평균 인원수 (명/일) | 일평균 인원수 (명/일) | 일평균 인원수 (명/일) | 각주                  | 각주                  | 각주  |
| 노선  | 노선 | 2000년                | 2001년                | 2002년                | 2003년                | 2004년                | 2005년                | 2006년                | 2007년                | 2008년                | 2009년                | 각주                  | 각주                  | 각주  |
| ----- | ---- | --------------------- | --------------------- | --------------------- | --------------------- | --------------------- | --------------------- | --------------------- | --------------------- | --------------------- | --------------------- | --------------------- | --------------------- | ----- |
| 1호선 | 승차 | 25,086                | 29,937                | 34,432                | 35,474                | 28,319                | 28,834                | 28,182                | 29,966                | 32,079                | 32,931                | [ 4 ]                 | [ 4 ]                 | [ 4 ] |
| 1호선 | 하차 | 19,882                | 25,080                | 31,390                | 33,364                | 26,260                | 27,803                | 29,090                | 28,939                | 30,876                | 31,525                | [ 4 ]                 | [ 4 ]                 | [ 4 ] |
| 노선  | 노선 | 일평균 인원수 (명/일) | 일평균 인원수 (명/일) | 일평균 인원수 (명/일) | 일평균 인원수 (명/일) | 일평균 인원수 (명/일) | 일평균 인원수 (명/일) | 일평균 인원수 (명/일) | 일평균 인원수 (명/일) | 일평균 인원수 (명/일) | 일평균 인원수 (명/일) | 일평균 인원수 (명/일) | 일평균 인원수 (명/일) | 각주  |
| 노선  | 노선 | 2010년                | 2011년                | 2012년                | 2013년                | 2014년                | 2015년                | 2016년                | 2017년                | 2018년                | 2019년                | 2020년                | 2021년                | 각주  |
| 1호선 | 승차 | 33,375                | 34,360                | 33,737                | 31,261                | 31,009                | 30,595                | 30,542                | 31,189                | 31,153                | 31,303                | 22,488                | 22,618                | [ 4 ] |
| 1호선 | 하차 | 32,037                | 33,089                | 32,649                | 30,299                | 30,132                | 29,673                | 29,486                | 30,109                | 30,255                | 30,580                | 22,292                | 22,532                | [ 4 ] |

## 인접한 역
| 경인선             | 경인선                                             | 경인선               |
| ------------------ | -------------------------------------------------- | -------------------- |
| 145 온수 연천 방면 | ● 수도권 전철 1호선 경원-경인선 완행 · 경원선 급행 | 147 소사 인천 방면   |
| 143 개봉 용산 방면 | ● 수도권 전철 1호선 경인선 급행                    | 148 부천 동인천 방면 |
| 141 구로 용산 방면 | ● 수도권 전철 1호선 경인선 특급                    | 148 부천 동인천 방면 |